# トミー・トロイ
トミー・ヨアヒム・トロイ5世（Tommy Joachim Troy V, 2002年1月17日 - ）は、アメリカ合衆国のプロ野球選手（内野手）。右投右打。MLBのアリゾナ・ダイヤモンドバックス傘下所属。

## 経歴
スタンフォード大学では3年目の2023年に58試合に出場して打率.394、17本塁打、58打点を記録した。
その後、同年のMLBドラフト1巡目（全体12位）でアリゾナ・ダイヤモンドバックスから指名された。